# Jürgen Locadia
Jürgen Locadia (ur. 7 listopada 1993) – holenderski piłkarz grający na pozycji napastnika. Od kwietnia 2023 jest zawodnikiem Cangzhou Mighty Lions.

## Kariera piłkarska
Locadia zaczął grać w piłkę nożną w klubie VV Bargeres, jednak szybko został wypatrzony przez skautów FC Emmen. W 2009 roku przeszedł do Willem II, a rok później do PSV Eindhoven.
21 września 2011 roku zadebiutował w pierwszym składzie PSV, w meczu KNVB Cup z VVSB, kiedy w 72 minucie meczu zastąpił Tima Matavža. W 80 minucie trafił bramkę. W następnej rundzie tego pucharu zagrał od pierwszych minut z FC Lisse.
Na początku sezonu 2012/13, Locadia otrzymał koszulkę z numerem 19 w pierwszym zespole. Pierwsze spotkanie w sezonie zagrał w KNVB Cup z Achilles'29. Trafił bramkę w wygranym 3-0 meczu z trzecioligowcem. 30 września 2012 roku zadebiutował w Eredivisie z meczu z VVV Venlo. Wszedł na boisko w 68 minucie meczu i zdołał trafić hat-tricka. PSV wygrało 6-0. Został pierwszym piłkarzem, który trafił hat-tricka w swoim debiucie w Eredivise od czasu Haralda Berga, któremu udała się ta sztuka 10 sierpnia 1969 roku. Tydzień później podpisał nowy, pięcioletni kontrakt z klubem.
27 lutego 2013 roku trafił hat-tricka w półfinale KNVB Cup z FC Zwolle.